# نقل وعقل
المنقول هو النص الشرعي الآيات والأحاديث، ويطلق عليه السمع والدليل النقلي والنقل.
والمعقول هو كلام أصله العقل، ويطلق عليه (الدليل العقلي)، وفي الشريعة الإسلامية لا تناقض بين المعقول والمنقول، لكن بعضهم يحاول التفكير في الأمور الغيبية بعقله فيزعم التناقض في بعض النصوص الشرعية مع العلم أن العقل لا يمكن أن يصل لحقائق بخصوص أمور غيبية.